# ГЕС Солбергфосс
ГЕС Солбергфосс – гідроелектростанція на півдні Норвегії менш ніж за чотири десятки кілометрів на південний схід від Осло. Знаходячись між ГЕС Bingsfoss (32,5 МВт, вище по течії) та ГЕС Kykkelsrud, входить до складу каскаді на найбільшій річці країни Гломмі, яка тече до протоки Скагеррак. 
В 1918-1924 роках річку в районі порогу Солбергфосс перекрили бетонною гравітаційною греблею висотою 45 метрів та довжиною 60 метрів, яка включає три водопропускні шлюзи. Верхні сім метрів споруди облицьовані гранітом. Гребля утворила водосховище, котре окрім названого поглинуло ще чотири пороги та має корисний об’єм 157 млн м3, що забезпечується коливанням рівня поверхні між позначками 91 та 101 метр НРМ.
Ліворуч від греблі перпендикулярно течії річки розташований машинний зал (наразі відомий як Солбергфосс 1), який ввели в експлуатацію у 1924-му з сімома турбінами типу Френсіс. В подальшому тут встановили ще шість турбін того ж типу – по одній у 1931, 1939 та 1956 роках та ще три в 1959-му. А у першій половині 1980-х на лівобережжі спорудили підземний машинний зал Солбергфосс 2, в якому встановили одну турбіну типу Каплан потужністю 100 МВт. Після цього обладнання із першого залу почали використовувати переважно в періоди високої водності, тоді як під час малого притоку води працює лише Солбергфосс 2.
Гідроагрегати станції використовують напір від 11 до 21,3 метра (номінальний показник становить 14 метрів) та забезпечують виробництво 946 млн кВт-год електроенергії на рік.
Після модернізації 1999 року управління станцією здійснюється дистанційно.